# Telawel
Telawel (lit. Teliavelis) – bóg mitologii litewskiej. W Kodeksie Hipackim wspomniany jako drugi, we wstawce kroniki Malalasa wymieniony jako czwarty i ostatni, nazywany kowalem, który wykuł Słońce (Saulė) i podrzucił je na niebo. W spisie bóstw Latopisu Ipatijewskiego jest pewnego rodzaju przeciwstawieniem Nunadievisa, natomiast w spisie kroniki Malalasa wspomniany jest na końcu, tj. w miejscu przeznaczonym dla reprezentacji sfery chtonicznej. Jego związki ze Słońcem (Saulė) nie zmieniają jego niebiańskiej postaci, jednak z folkloru litewskiego jasno wynika, że kowalstwo pierwsze wynalazły diabły, a dopiero później ludzie od nich nauczyli się tego rzemiosła.
Zgodnie z opinią językoznawcy litewskiego, Kazimierasa Būgi, Telawel zwany jest kowalem, mocarzem, olbrzymem, który wykuł Słońce - Saulė i wrzucił je na nieboskłon. To aktywny bóg, posiadający cechy bohatera kulturowego, bliski Diabłu (Velnias, Velinas, Vėlinas). Zdaniem części badaczy to może być ta sama postać (mityczny kowal), lecz są jednak przeciwnicy tego poglądu, którzy twierdzą, że Telawel nie wygląda na bóstwo o typowych dla diabła chtonicznych cechach.

## Etymologia
Znane są różne próby rekonstrukcji imienia Telawela.
- Geneza pierwszego członu:
  - Według Aleksandra Brücknera – bóg drogi, bóg stada od Telias - „cielę“.
  - Według Norbertasa Vėliusa – bóg ziemi, od tel – „ziemia“.
  - Według Władimira Toporowa – źródłosłów to zapożyczenie od Skandynawów, od wyrazu Tialfi.
- Geneza końcowego członu:

Źródło drugiego członu nie ulega zaś wątpliwości, sylaba „vel-“, która oznacza funkcję kowala oraz status w spisie bóstw, pozwala bezdyskusyjnie uważać Telawela za bliskiego dawnemu litewskiemu Diabłu (Velniasowi, Velinasowi) przedstawiciela świata chtonicznego.